# Ctenotus pallasotus
Ctenotus orientalis (західно-пілбарський гребневухий сцинк) — вид сцинкоподібних ящірок родини сцинкових (Scincidae). Ендемік Австралії. Описаний у 2017 році.

## Поширення і екологія
Західно-пілбарські гребневухі сцинки мешкають на заході регіону Пілбара у Західній Австралії, зокрема на Північно-Західному півострові. Вони живуть в різноманітних природних середовищах, від піщаних рівнин, порослих спінніфексом, до акацієвих заростей мульги і маллі. 